# Stefan Pogorzelski
Stefan Teofil Pogorzelski (ur. 16 kwietnia 1881 w Opatowie, zm. 1 października 1961 w Łodzi) – polski nauczyciel i działacz socjalistyczny.

## Życiorys
Stefan Pogorzelski był synem lekarza Ludwika Pogorzelskiego oraz Marii z domu Podworskiej. Naukę w szkołach średnich pobierał w Sandomierzu i Kielcach, lecz został wydalony ze szkoły za posiadanie nielegalnych publikacji oraz został poddany nadzorowi policyjnemu. Przeniósł się więc do Warszawy, gdzie ukończył prywatną szkołę handlową. Następnie studiował polonistykę na Uniwersytecie Jagiellońskim, gdzie również należał do socjalistycznej organizacji „Ruch” oraz przyjaźnił się z Karolem Radkiem, Stefanem Jaraczem i Julije Benešićem. Pogorzelski porzucił studia i przeniósł się do Szwajcarii, gdzie wstąpił w 1904 do Polskiej Partii Socjalistycznej (PPS). W związku z wezwaniem władz PPS w 1905 powrócił do Polski, gdzie został członkiem Organizacji Bojowej PPS i uczestniczył w jej akcjach w Łodzi i Warszawie, jednocześnie działając jako publicysta i redaktor m.in. w: „Kurierze Codziennym” i „Młodości”. W tym okresie zaprzyjaźnił się z Zofią Nałkowską, która oparła na nim bohatera swojej powieści „Książę”.
W 1906 został nauczycielem w Kupieckiej Szkole Handlowej w Zgierzu. W latach 1912–1924 był dyrektorem szkoły, przyczyniając się w 1916 do przekształcenia jej w Gimnazjum Matematyczno-Przyrodnicze (od 1918 Gimnazjum im. Stanisława Staszica, późn. I Liceum Ogólnokształcące im. Stanisława Staszica). W 1924 został wizytatorem w Kuratorium Łódzkiego Okręgu Szkolnego, a następnie naczelnikiem Wydziału w Kuratorium. W 1928 został Kuratorem Wileńskiego Okręgu Szkolnego. W ramach swojej działalności wyróżniał się przeciwstawianiem się dyskryminacji na tle wyznaniowym i narodowościowym wobec Białorusinów, w związku z czym został odwołany i przeniesiony do Brzeskiego Okręgu Szkolnego. W 1933 został dyrektorem gimnazjum i liceum Towarzystwa Szkoły Mazowieckiej w Warszawie, którym kierował do 1939.
Podczas II wojny światowej był skarbnikiem Departamentu Oświaty i Kultury w Delegaturze Rządu na Kraj, organizatorem tajnego nauczania oraz wykładał na tajnych kompletach. Został aresztowany w październiku 1942 i zamknięty w celi nr 192 na Pawiaku, w której przebywał z Adamem Grzymałą-Siedleckim. Dzięki działalności Tajnej Organizacji Nauczycielskiej został wypuszczony z aresztu. Po upadku powstania warszawskiego przeniósł się w rejon Łowicza, gdzie prowadził tajne gimnazjum w szkole rolniczej. Po zakończeniu wojny zamieszkał w Łodzi, gdzie do 1951 pracował jako dyrektor liceum dla dorosłych. Po przejściu na emeryturę przez 6 lat pracował jako lektor języka rosyjskiego na Akademii Medycznej oraz Uniwersytecie Łódzkim.
Stefan Pogorzelski był członkiem Związku Nauczycielstwa Polskiego oraz zajmował się tłumaczeniem literatury rosyjskiej. Wystąpił również w filmie Jana Batorego pt. „Podhale w ogniu”.
Został pochowany na cmentarzu Doły w Łodzi w alei zasłużonych.

## Odznaczenia
- Krzyż Oficerski Orderu Odrodzenia Polski (1938),
- Odznaka Honorowa „Za walkę o szkołę polską”[1][2].